# 어 우먼즈 페이스
어 우먼즈 페이스(A Woman's Face)는 미국에서 제작된 조지 큐커 감독의 1941년 스릴러, 드라마 영화이다. 조안 크로포드 등이 주연으로 출연하였다.

## 출연

### 주연
- 조안 크로포드
- 멜빈 더글라스
- 콘라드 베이트